# Marianna Oklejak
Marianna Oklejak (ur. 1981) – polska ilustratorka i graficzka. Tworzy książki dla dzieci, plakaty i scenografie teatralne.

## Życiorys
Początkowo studiowała socjologię. Ukończyła z wyróżnieniem studia w Katedrze Projektowania Książki i Ilustracji na Wydziale Grafiki Akademii Sztuk Pięknych w Warszawie (2006). Zajmuje się projektowaniem książek dla dzieci, a także tworzeniem plakatów i okładek płyt. Często współpracuje z autorami, których książki ilustruje. Jest między innymi ilustratorką popularnej serii Basia napisanej przez Zofię Stanecką, wydawanej od 2008 przez Egmont i zekranizowanej przy współpracy Marianny Oklejak (serial animowany Basia, 2017). Jest też autorką ilustracji do nowych wydań książek Janusza Korczaka oraz do dziecięcych portali MKiDN i NAC.
Opublikowała autorskie książki z ilustracjami: Co okręt wiezie? (2009), Cuda wianki. Polski folklor dla młodszych i starszych (2015), Cuda niewidy. Zagadki dla młodszych i starszych (2017), No to gramy! Muzyczna awantura od Little Richarda do Björk (2019) oraz Cześć! (2021). W jej samodzielnym dorobku znajdują się także trzy książeczki obrazkowe dla najmłodszych dzieci: Kolory (2017), Liczby (2017) i Przeciwieństwa (2017). W swoich autorskich projektach wydawniczych często nawiązuje do motywów polskiego folkloru.
Finalistka międzynarodowego konkursu CJ Picture Book 2010 w Seulu w Korei Południowej. Wielokrotnie nagradzana w konkursie „Książka Roku” polskiej sekcji IBBY: 2011 trzy wyróżnienia graficzne, 2015 nagroda główna „Książka Roku” za Cuda wianki, 2017 wyróżnienie graficzne za Cuda niewidy, 2019 nominacja graficzna za Muzyczną awanturę od Little Richarda do Björk. Książka Cuda wianki znalazła się w 2015 na Liście Skarbów Muzeum Książki Dziecięcej, a w 2018 została wpisana na międzynarodową honorową listę IBBY. Autorskie książki Marianny Oklejak przetłumaczono na języki angielski, duński, hiszpański i chiński.
W 2023 autorka scenografii do opery Acis and Galatea Georga Friedricha Händla wystawionej w Polskiej Operze Królewskiej w Warszawie.
Mieszka w Warszawie i prowadzi blog prezentujący wykonane przez siebie projekty graficzne.